# Verduno Pelaverga
Le Verduno Pelaverga est un vin italien de la région Piémont doté d'une appellation DOC depuis le 20 octobre 1995. Seuls ont droit à la DOC les vins rouges récoltés à l'intérieur de l'aire de production définie par le décret. 

## Aire de production
Les vignobles autorisés se situent en province de Cuneo dans les communes Verduno, La Morra et Roddi d'Alba.
La superficie plantée en vignes est de 10,62 hectares. 

## Caractéristiques organoleptiques
- couleur : rouge rubis plus ou moins foncé avec des reflets cerise ou violet.
- odeur : intense, fragrant, fruité, avec une caractérisation épicée
- saveur : sec, frais, caractéristiquement velouté et harmonieux

## Association de plats conseillée
charcuterie, hors-d’œuvre et les fromages, les risottos, les plats de pâtes

## Production
Province, saison, volume en hectolitres :
- Cuneo  (1995/96)  295,0
- Cuneo  (1996/97)  399,25